# Philip Ifil
Philip Ifil (ur. 18 listopada 1986 w Londynie) – angielski piłkarz występujący na pozycji obrońcy w Kettering Town.

## Kariera
Karierę rozpoczynał w Tottenham Hotspur. Zadebiutował w meczu z Liverpoolem. Na następny występ musiał czekać aż sezon. Zagrał w zremisowanym 3-3 spotkaniu z Wigan Athletic. Sezon 2005/2006 spędził w Millwall F.C.
Reprezentował Anglię U20 na Mistrzostwach świata U-20 w piłce nożnej w 2003 roku.
28 września 2007 przeszedł na 3 miesięczne wypożyczenie do Southampton F.C. 10 stycznia 2008 podpisał kontrakt z Colchester United.

## Statystyki
| Sezon     | Klub                            | Kraj   | Flaga  | Rozgrywki                    | Mecze | Bramki |
| --------- | ------------------------------- | ------ | ------ | ---------------------------- | ----- | ------ |
| 2004–2008 | Tottenham Hotspur               | Anglia | Anglia | Premier League               | 3     | 0      |
| 2005–2006 | Millwall F.C. (wypożyczenie)    | Anglia | Anglia | Football League One          | 16    | 0      |
| 2007      | Southampton F.C. (wypożyczenie) | Anglia | Anglia | Football League Championship | 11    | 0      |
| 2008      | Colchester United               | Anglia | Anglia | Football League Championship | 0     | 0      |